# داروینیوس
داروینیوس ماسیلا (نام علمی: Darwinius masillae) معروف به آیدا؛ یک سرده از زیر راستهٔ آداپیس‌شکلان از نخستی‌های مربوط به دورهٔ ایوسن می‌باشد.
سنگوارهٔ این جانور که ۴۷ میلیون سال عمر دارد، در سال ۱۹۸۳ در گودال میسل در نزدیکی شهر میسل در ۳۵ کیلومتری شهر فرانکفورت در آلمان پیدا شد و پس از کشفش آیدا نامیده شد. این فسیل در موزه تاریخ طبیعی آمریکا در نیویورک و توسط شهردار این شهر رونمایی شد. دانشمندان آن را حلقهٔ گمشدهٔ بین انسان و میمون در فرگشت دانسته‌اند و به مناسبت دویستمین سالگرد تولد چارلز داروین و محل کشف، داروینیوس ماسیلا نامگذاری کرده‌اند.
گوگل لوگوی خود را به در زمان کشف فسیل این جانور تغییر داد.

## کشف و رونمایی

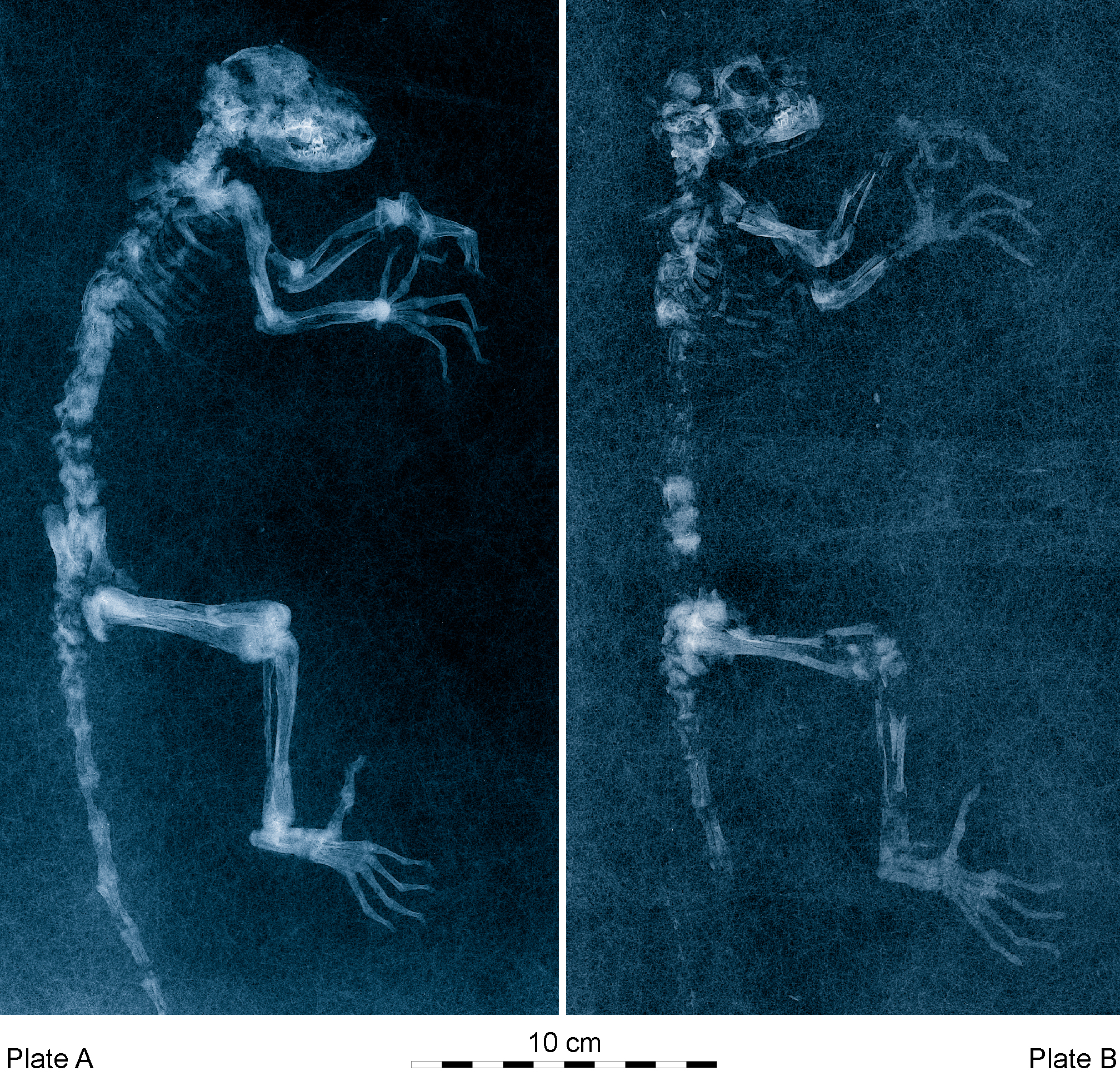
رادیوگرافی از نوع نمونه Darwinius masillae

در سال ۱۹۸۳ میلادی، سنگواره‌ای نسبتا کامل از یک موجود عجیب در نزدیکی شهر فرانکفورت، آلمان کشف شد. این سنگواره به مدت ۲۵ سال پنهان بود تا اینکه در سال ۲۰۰۹ میلادی، یکی از باستان‌شناسان نروژی که به طور اتفاقی از وجود این سنگواره مطلع شده بود، آن را به قیمت ۲ میلیون دلار خریداری و به افتخار دخترش، نام «آیدا» (Idea) را برای آن انتخاب کرد و سپس آن را به موزه تاریخ طبیعی آمریکا در نیویورک اهدا کرد.
خبر کشف این سنگواره سر و صدای زیادی در رسانه‌های جهان به وجود آورد. برخی آن را جد بزرگ انسان نامیدند و به افتخار داروین، این فسیل را داروینیوس خواندند. با این حال دانشمدان پس از بررسی‌های زیاد و با استفاده از تجهیزات مجهز به اشعهٔ ایکس متوجه شدند که ایدا گرچه موجود نخستی است، اما جد مستقیم انسان‌ها نیست بلکه فاصلهٔ بسار اندکی با جد انسان‌ها دارد و به احتمال زیاد جد شاخهٔ لمور (میمون پوزه دار ماداگاسکار) است.